# 碳化鎢
碳化鎢是由鎢和碳組成的化合物，化學式為WC，英文為Tungsten Carbide，也常簡稱為Carbide（實際上carbide是碳化物的統稱）。碳化鎢的硬度算是極高，莫氏硬度為8.5～9，且熔點達到2870°C，電阻亦低，常用作切削刀具材料（可切削不鏽鋼）、製造鑽頭、高硬度裝甲或穿甲弹彈芯，以及一些需要高硬度的運動器材零件和原子筆的筆尖圓珠等。可用於製作中子反射體。